# 朱里夫
48°23′26″N 25°18′18″E / 48.39056°N 25.30500°E
朱里夫（烏克蘭語：Джурів），是烏克蘭西部的村莊，隸屬伊萬諾-弗蘭科夫斯克州的科洛梅亞區。該村始建於1394年，面積19.86平方公里，2001年人口1,810，人口密度每平方公里91.2人。